# ヴィクトリーナLive!
ヴィクトリーナLive!（ヴィクトリーナライブ）とは、サンテレビジョンで放送されているV.LEAGUE・ヴィクトリーナ姫路戦の実況中継番組である。